# Stazione di Bozzolo
Stazione di Bozzolo vasútállomás Olaszországban, Lombardia régióban, Bozzolo településen.

## Vasútvonalak
Az állomást az alábbi vasútvonalak érintik:
- Pavia–Mantua-vasútvonal

## Kapcsolódó állomások
A vasútállomáshoz az alábbi állomások vannak a legközelebb:
- Stazione di Marcaria
- Stazione di Piadena